# Ypthima fulvida
Ypthima fulvida är en fjärilsart som beskrevs av Butler 1882. Ypthima fulvida ingår i släktet Ypthima och familjen praktfjärilar. Inga underarter finns listade i Catalogue of Life.